# Propilen glikol
Propilen glikol, takođe poznat kao 1,2-propandiol ili propan-1,2-diol, je organsko jedinjenje (diol ili dvostruki alkohol) sa formulom . On je bezbojna, skoro bezmirisna, prozirna, viskozna tečnost sa slabo slatkim ukusom, higroskopna i mešljiva sa vodom, acetonom, i chloroformom.
Ovo jedinjenje se ponekad naziva α-propilen glikol da bi se napravila razlika od izomera propan-1,3-diola (β-propilen glikola).

## Produkcija
(S)-Propandiol se može sintetisati iz -manitola, na sledeći način:

## Spoljašnje veze
- [http://www.propylene-glycol.com
- Архивирано на веб-сајту  (17. март 2017)
- [http://www.atsdr.cdc.gov/csem/egpg/